# صفاء الخنوسي
صفاء الخنوسي (مواليد 1994، المغرب) هي روائية مغربية-هولندية، نالت شهرة واسعة في المشهد الأدبي الناطق بالهولندية بعد فوزها بجائزة ليبريس الأدبية لعام 2025 عن روايتها الأولى Oroppa.  تُعد الجائزة من بين أرفع الجوائز الأدبية في هولندا، وتُمنح سنوياً لأفضل رواية أصلية مكتوبة باللغة الهولندية. 

## سيرتها
وُلدت الخنوسي في المغرب، وهاجرت إلى هولندا مع عائلتها في سن الرابعة، حيث نشأت في مدينة أمستردام. درست الفلسفة السياسية، وعملت في المجلة المرموقة De Gids الأدبية، مما أسهم في تكوين رؤيتها النقدية والإبداعية. برز اسمها كواحدة من أبرز الكاتبات الواعدات في هولندا، إذ فازت بجائزة De Boon الفلمنكية في مارس 2025، واختيرت كـ"موهبة العام الأدبية" من قبل صحيفة de Volkskrant في عام 2024.
روايتها Oroppa، الصادرة عن دار Pluim، تدور حول اختفاء الفنانة المغربية اليهودية المثيرة للجدل سالومي أبيرجيل قبيل افتتاح معرض فني في أمستردام. تستعرض الرواية، عبر أسلوب سردي قائم على تعدد الأصوات (البوليفونية)، قصص شخصيات مهاجرة، منها هند العريان، نادلة مدمنة على الحشيش، ويوسف السلاوي، المحقق السابق في سجون المغرب خلال "سنوات الرصاص". تمتد الأحداث عبر مدن أمستردام وباريس وتونس والدار البيضاء، وتتناول موضوعات مثل الهجرة، الذاكرة الجماعية، وتناقضات الهوية في أوروبا المعاصرة.
تمت مقارنة عمل الخنوسي بأدب سلمان رشدي، خاصة في استخدامها لأساليب ما وراء السرد (metafiction) ودمجها بين الواقع والخيال. لا تكتفي روايتها بسرد لغز أدبي، بل تنبش في إرث الاستعمار والديكتاتورية، وتطرح أسئلة أخلاقية وجودية حول الذنب والمسؤولية.
مراجع